# Distrito de Jaisalmer
Jaisalmer (en hindi: जैसलमेर) es un distrito de la India en el estado de Rajastán. Código ISO: IN.RJ.JS.
Comprende una superficie de 38 401 km².
El centro administrativo es la ciudad de Jaisalmer.

## Demografía
Según censo 2011 contaba con una población total de 672 008 habitantes, de los cuales 308 662 eran mujeres y 363 346 varones.